# Svod
Svod (francuski: voute; talijanski: volta; njemački: gewölbe; poljski: sklepienie; španjolski: bóveda) je konstruktivni element koji zatvara gornje granice unutrašnjeg prostora zaobljenim (sfernim) plohama i oslanja se na okolne zidove, lukove ili stupove. Postoji nekoliko vrsta svodova koji se dijele prema obliku nosivih elemenata: bačvasti, križni, križno-rebrasti, zvjezdasti, mrežasti, lepezasti i zrcalni svod, te kupola.

## Određene vrste svodova
- Bačvasti svod nastaje kada se dvije kolonade stupova povežu lukovima (pojasnicama) i spoje tako da tvore kontinuirani polukružni svod. Bačvasti svod vizualno znači veoma čvrsto, stabilno omeđivanje gornje granice prostora jer se potisci zaobljeno spuštaju na bočne strane. Travej postaje konstruktivna prostorna jedinica svođenja dva nasuprotna stupa lukovima i od antike čini jednu od osnovnih mjernih jedinica arhitekture.

- Križni svod, izum starih Rimljana, nastaje poprečnim sijecanjem dva bačvasta svoda (pod kutom od 90∘), te se teret raspoređuje na četiri nosača. Križni svod dinamičnije zatvara prostor od bačvastog jer su bridovi koji označavaju spoj dvaju poprečnih svodova nosioci dijagonalnog kretanja.

- Križno-rebrasti svod nastaje kad se bridovi križnog svoda učvrste rebrima (profiliranim kamenim istacima) koja preuzimaju teret. Traveji su ovdje upotpunjeni još jednim parom stupova, pa se teret prenosi na šest nosača. Stupovi su povezani šiljastim lukovima koji zbog smanjenog bočnog potiska omogućuju da nosači budu viši i vitkiji, a presjek svoda šiljast.

- Kupola je svod u obliku šuplje polukugle.

## Galerija
- Romanički bačvasti svod crkve Saint-Savin-sur-Gartempe, 11. st.
- Gotički križno-rebrasti svod katedrale sv. Ivana u Lyonu.
- Zvjezdasti svod katedrale sv. Ivana u Toruńu iz oko 1340. god.
- Lepezasti svod samostana u Bathu iz oko 1860. god.

## Vanjske poveznice
|  | Zajednički poslužitelj ima još gradiva o temi Svod |

- Svodovi na "Auroville Earth Institute"